# خورش آلو با مرغ (فیلم)
خورش آلو با مرغ (به فرانسوی: Poulet aux prunes) فیلمی در ژانر درام و کمدی به کارگردانی مرجان ساتراپی و ونسان پارونو، ساخته مشترک فرانسه، آلمان و بلژیک در سال ۲۰۱۱ و بر اساس کتابی به همین نام است.

## داستان
داستان عشق «ناصرعلی خان» و تارش که در فیلم به ویولن تبدیل شده است با «ایران» خانم در دوران ویژه‌ای از تاریخ ایران است.«ناصرعلی‌خان» موسیقیدان بوده و علاقه زیادی به «خورش آلو با مرغ» داشته است، او سرانجام به بیماری افسردگی دچار شده و خودکشی می‌کند.

## درباره فیلم
فیلم خورش آلو با مرغ در آن گلشیفته فراهانی نقش «ایران» را بازی می کند و از همکاری هنرمندان اروپایی نظیر ایزابلا روسلینی (دختر اینگرید برگمن، هنرپیشه معروف سوئدی و روبرتو روسلینی، پدر نئورئالیسم ایتالیا) و کیارا ماسترویانی (دختر مارچلو ماسترویانی و کاترین دنو)، ماریا د مدایروش، هنرپیشه پرتغالی و ماتیو آمالریک فرانسوی برخوردار است. خورش آلو با مرغ در بخش رقابتی شصت و هفتمین جشنواره فیلم ونیز نیز حضور داشت.
داستان این فیلم از نگاه منتقدان به فیلم فرانسوی آمِلی شباهت دارد.